# Gostwica

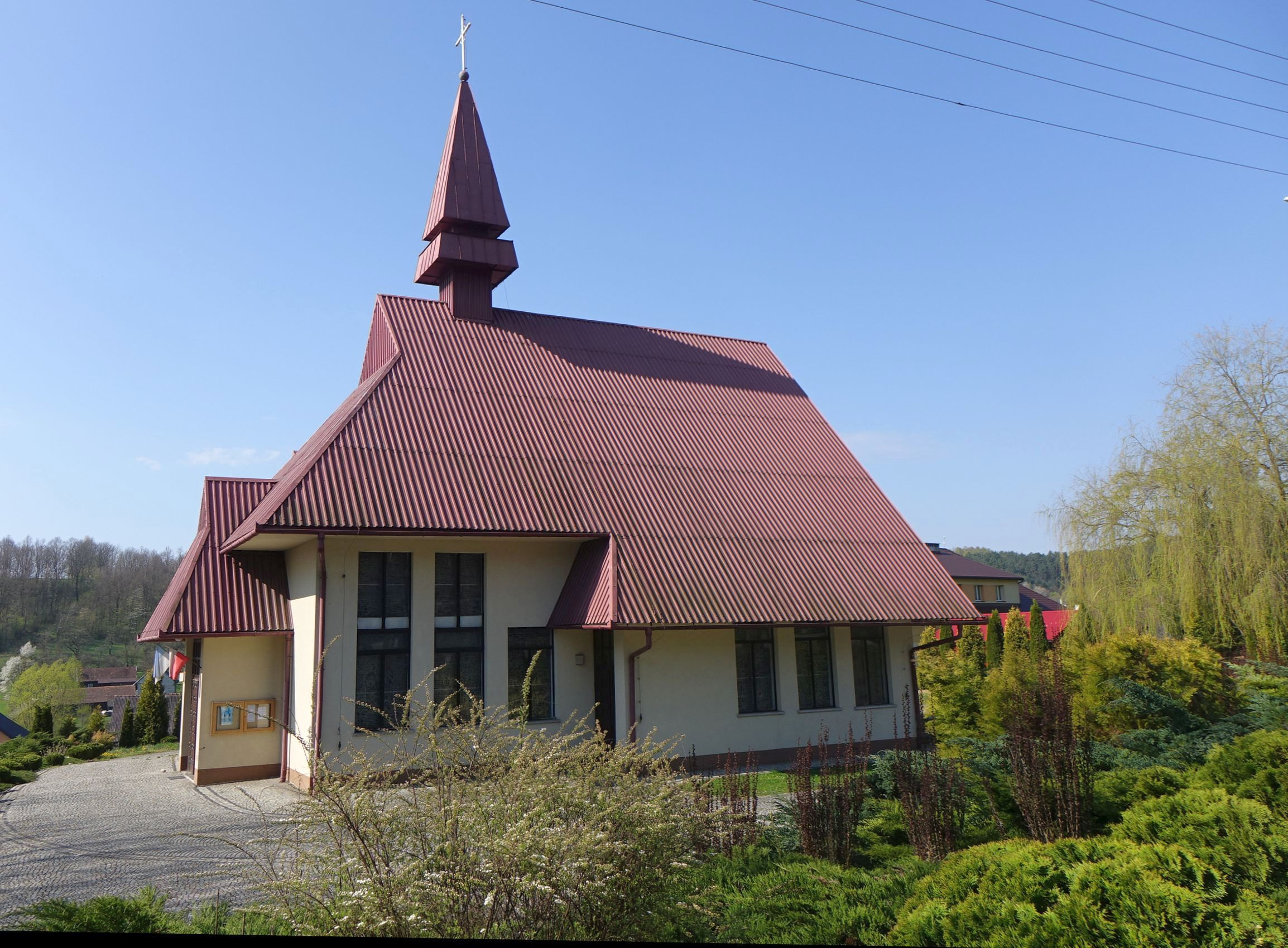
Kaplica św. Józefa

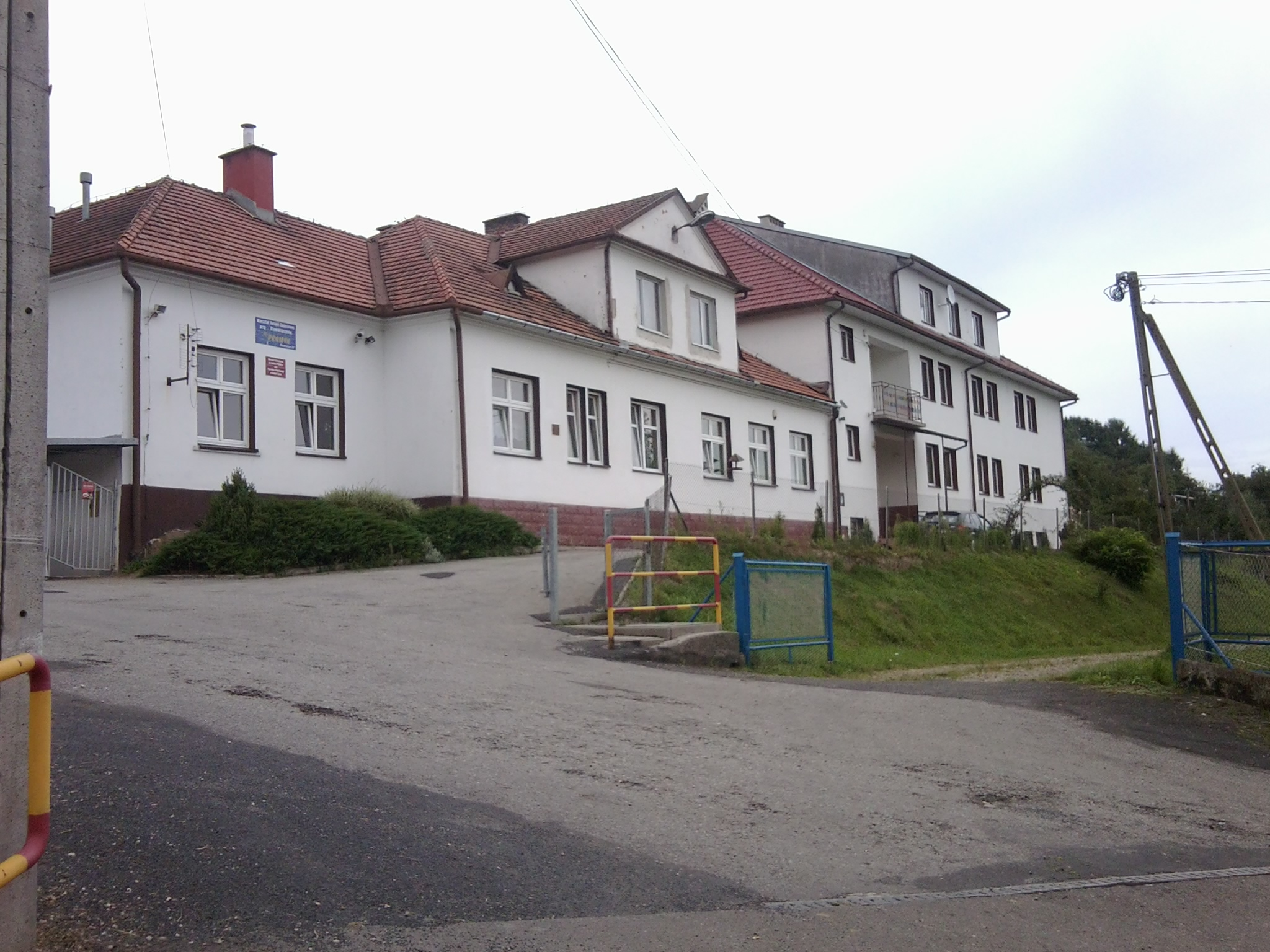
Szkoła podstawowa im. płk. Narcyza Wiatra

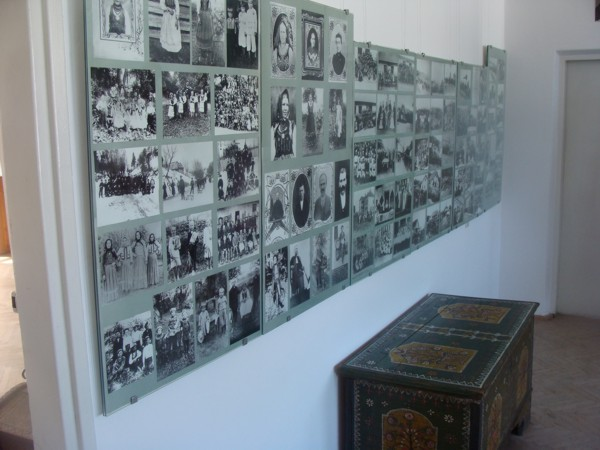
Wystawa zdjęć Wojciecha Migacza w Muzeum Lachów Sądeckich

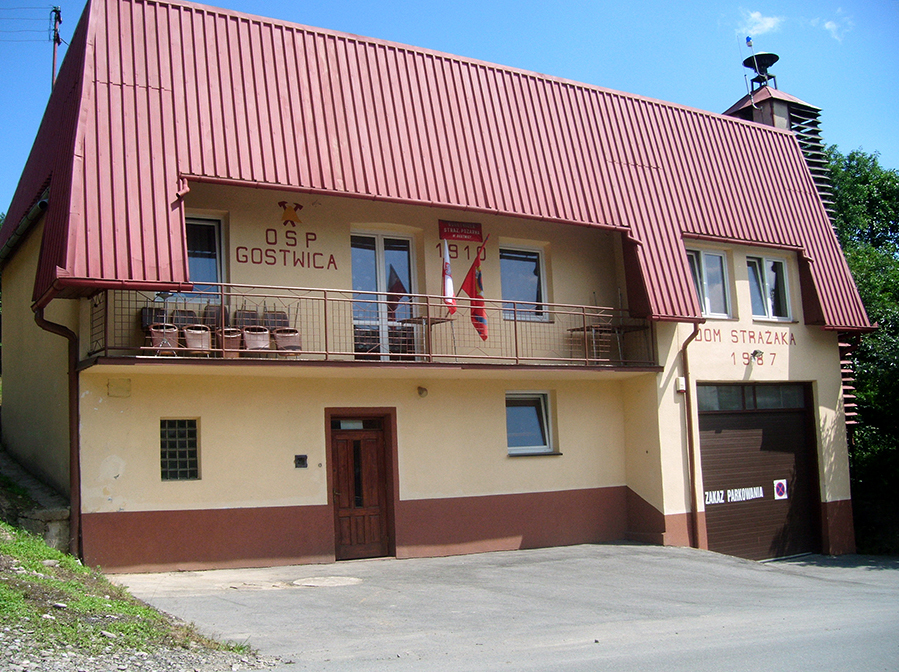
Remiza OSP

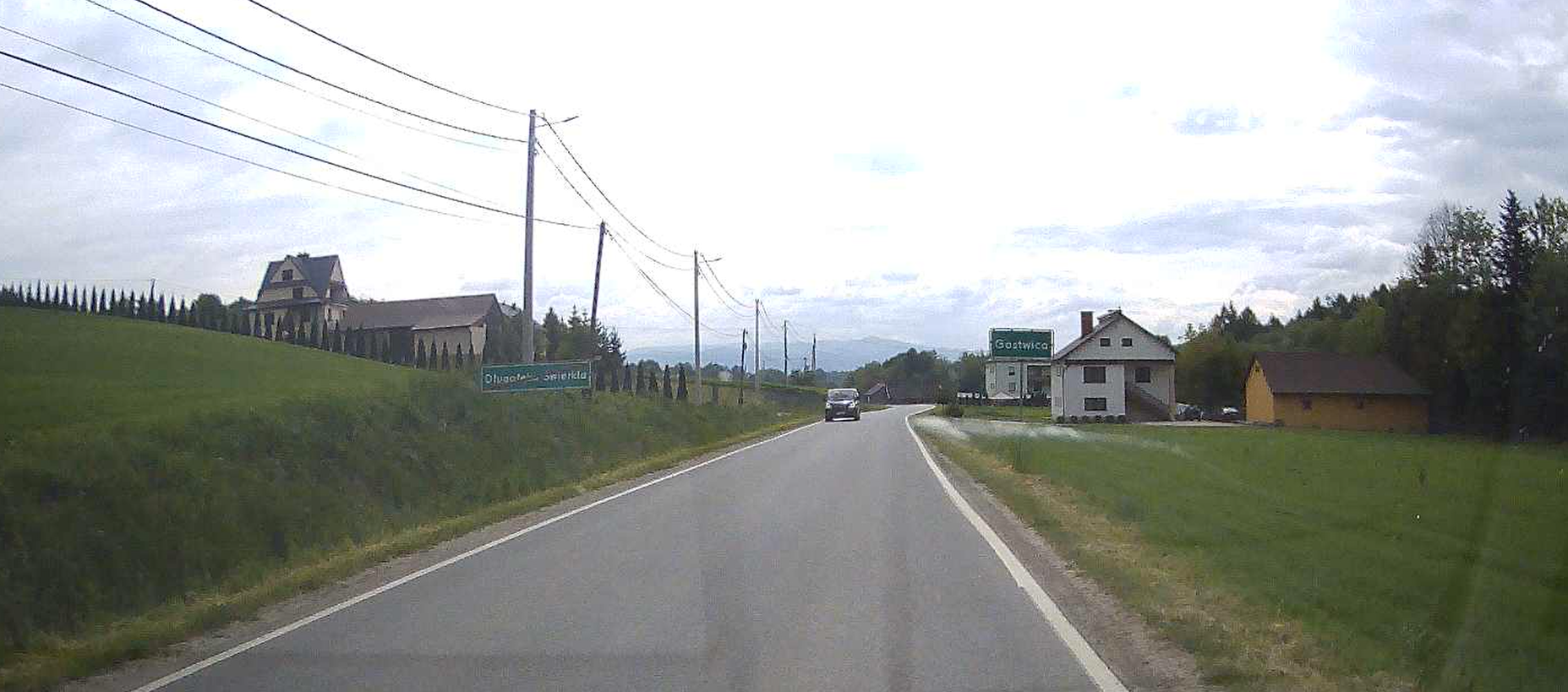
Wjazd do Gostwicy od strony miejscowości Długołęka-Świekla

Gostwica – wieś w Polsce, położona w województwie małopolskim, w powiecie nowosądeckim, w gminie Podegrodzie.

## Położenie
Wieś położona jest w dolinie rzeki Gostwiczanki w Beskidzie Wyspowym, na wysokości od 310 do 500 (Łąki Gostwickie) m n.p.m. Zajmuje 8,42 km² (13% powierzchni gminy). Graniczy z: Podegrodziem, Mokrą Wsią, Długołęką-Świerklą, Brzezną oraz ze Stadłami.

## Integralne części wsi
| SIMC    | Nazwa             | Rodzaj    |
| ------- | ----------------- | --------- |
| 0460256 | Góry Gostwickie   | część wsi |
| 0460262 | Jedlane           | część wsi |
| 0460279 | Krzaki Gostwickie | część wsi |
| 0460285 | Kurkowskie        | część wsi |
| 0460291 | Kwasowiec         | część wsi |
| 0460300 | Łączki            | część wsi |
| 0460316 | Łąki Gostwickie   | część wsi |
| 0460345 | Poświątne         | część wsi |
| 0460374 | Wardężyny         | część wsi |
| 0460380 | Wierzchowina      | część wsi |
| 0460405 | Zagrody           | część wsi |

## Toponimika nazwy
W dokumencie z 1279 można znaleźć nazwę rzeki: Gosuiz. Kolejna wzmianka: Gostuycza pochodzi z 1280 Jan Długosz w „Liber beneficiorum dioecesis Cracoviensis” wymienia nazwę: Gosthwycza. W rejestrze poborowym z 1581 pojawia się nazwa Gostwica. Nazwa wsi prawdopodobnie pochodzi od prasłowiańskiego słowa „gwost”, co oznaczało las.

## Historia
Gostwica była początkowo wsią królewską, którą w 1257 otrzymała św. Kinga. W 1280 należała do majątku klasztoru Klarysek ze Starego Sącza. W tym samym roku Gostwica została lokowana na prawie niemieckim.
W dokumencie wydanym w 1293 przez Gryfinę, znaleźć można informację o tym, że niejaki Mikołaj za wypożyczenie dwóch grzywien srebra u Klarysek został zmuszony oddać na rzecz klasztoru dwa pola, w tym jedno rozciągająca się wzdłuż drogi, w pobliżu karczmy we wsi Gostwica.
Miejscowi wierni Kościoła rzymskokatolickiego należą do podegrodzkiej parafii.
W latach 1954–1961 wieś należała i była siedzibą władz gromady Gostwica, po jej zniesieniu w gromadzie Brzezna. W latach 1975–1998 miejscowość administracyjnie należała do województwa nowosądeckiego.

## Zabytki
- Źródełko św. Kingi – źródełko znajdujące się na „Wapielni”. Istnieje legenda mówiąca, że powstało po uderzeniu laską w ziemie przez spragnioną św. Kingę. Według podania ma ono właściwości lecznicze.
- Liczne kapliczki przydrożne

## Demografia
Ludność według spisów powszechnych, w 2009 według PESEL.
| Rok    | 1900 | 1921 | 1931 | 2002 |
| Liczba | 163  | 180  | 203  | 251  |

| Zwierzęta | Konie | Bydło | Owce | Świnie |
| Liczba    | 83    | 542   | 63   | 201    |

## Edukacja
- Szkoła Podstawowa im. płk Narcyza Wiatra w Gostwicy
- W budynku szkoły podstawowej mieści się filia Biblioteki Gminnej w Podegrodziu. Powstała 2 stycznia 1956[13].
- We wsi, przy szkole podstawowej, odbywają się warsztaty terapii zajęciowej organizowane przez Stowarzyszenie „Promyk”.

## Sztuka
W latach 1874–1944 żył Wojciech Migacz, urodzony w Gostwicy. Był chłopskim fotografem ziemi podegrodzkiej. Jego zdjęcia wystawiane są na różnych wystawach w całej Polsce, a także w Muzeum Lachów Sądeckich.
W Gostwicy mieszkają dwie artystki ludowe: Anna Leśniak i Maria Witecka. Zajmują się haftem regionalnym. Zdobiły m.in. poduszki, serwetki i stroje dla Regionalnego Zespołu Pieśni i Tańca „Podegrodzie”.

## OSP Gostwica

### Historia
Ochotnicza Straż Pożarna w Gostwicy powstała w 1910 z inicjatywy Wojciecha Migacza. Głównie z jego funduszy zakupiono pierwsze mundury i hełmy. 9 października 1938 otwarta została nowa remiza strażacka (zastąpiła ona wcześniej zbudowaną drewnianą). Uroczyste otwarcie wyremontowanej remizy (dobudowano wtedy m.in. garaż) odbyło się 10 lipca 1988 i było połączone z przyjęciem sztandaru. 23 maja 2010 jednostka obchodziła jubileusz 100-lecia istnienia straży.

### Wyposażenie
Na wyposażeniu jednostki znajdują się m.in. samochody pożarnicze GBA Renault G270 (zastąpił GCBA Jelcza w 2012) i Volkswagen Amarok, motopompa, agregat prądotwórczy, najaśnice, armatura pożarnicza oraz inny sprzęt ratowniczy.